# Коксакі (селище, Нью-Йорк)
Коксакі (англ. Coxsackie) — селище (англ. village) в США, в окрузі Грін штату Нью-Йорк. Населення — 2746 осіб (2020).

## Географія
Коксакі розташоване за координатами 42°21′27″ пн. ш. 73°48′29″ зх. д. / 42.35750° пн. ш. 73.80806° зх. д. (42.357638, -73.807997).  За даними Бюро перепису населення США в 2010 році селище мало площу 6,72 км², з яких 5,62 км² — суходіл та 1,10 км² — водойми.

## Демографія
Згідно з переписом 2010 року, у селищі мешкало 2813 осіб у 1220 домогосподарствах у складі 719 родин. Густота населення становила 419 осіб/км².  Було 1324 помешкання (197/км²).
Расовий склад населення:
| - 93,7 % — білих - 2,6 % — чорних або афроамериканців - 0,9 % — азіатів - 0,2 % — корінних американців - 0,1 % — вихідців з тихоокеанських островів |

До двох чи більше рас належало 1,8 %. Частка іспаномовних становила 4,5 % від усіх жителів.
За віковим діапазоном населення розподілялося таким чином: 22,9 % — особи молодші 18 років, 60,3 % — особи у віці 18—64 років, 16,8 % — особи у віці 65 років та старші. Медіана віку мешканця становила 41,4 року. На 100 осіб жіночої статі у селищі припадало 89,9 чоловіків;  на 100 жінок у віці від 18 років та старших — 85,9 чоловіків також старших 18 років.
Середній дохід на одне домашнє господарство  становив 77 167 доларів США (медіана — 55 625), а середній дохід на одну сім'ю — 103 170 доларів (медіана — 70 156). За межею бідності перебувало 9,6 % осіб, у тому числі 13,6 % дітей у віці до 18 років та 5,0 % осіб у віці 65 років та старших.
Цивільне працевлаштоване населення становило 1243 особи. Основні галузі зайнятості: освіта, охорона здоров'я та соціальна допомога — 30,9 %, публічна адміністрація — 11,1 %, виробництво — 9,3 %, транспорт — 8,9 %.